# Casa-Pia-Missbrauchsskandal
Der Casa-Pia-Missbrauchsskandal ist die in Medien und der Öffentlichkeit gebräuchliche Bezeichnung für einen Fall von organisiertem Kindesmissbrauch durch Prominente in Portugal.

## Fall
Der Fall wurde 2002 durch Publikation in der Wochenzeitung Expresso und einen darauf folgenden Fernsehbeitrag öffentlich bekannt.
Er führte zu Anklagen gegen eine Reihe von Beschäftigten der portugiesischen staatlichen Organisation Casa Pia, in deren Kinderheim Casa Pia de Lisboa in Lissabon über viele Jahre sexueller Missbrauch an Schutzbefohlenen, einige darunter taub oder anders behindert, stattgefunden hatte. Bildaufnahmen der Taten wurden von einem Kinderpornoring vertrieben.
Der Prozess begann im November 2004 und wurde das längste Verfahren der portugiesischen Justizgeschichte. In den fast sechs Jahren wurden etwa 1000 Zeugen und Sachverständige gehört. Eine besondere Brisanz hatte der Fall dadurch, dass Politiker und andere bekannte Personen des öffentlichen Lebens angeklagt waren. Verurteilt wurden Fernsehmoderator Carlos Cruz, der Casa Pia-Mitarbeiter Carlos Silvino, Rechtsanwalt Hugo Marçal, Casa Pia-Vorstand Manuel Abrantes, der Lissaboner Arzt Ferreira Diniz und der Diplomat und ehemalige portugiesische Konsul in Stuttgart, Jorge Ritto. Sie erhielten Haftstrafen von bis zu 18 Jahren.